# 梶原阿貴
梶原 阿貴（かじわら あき、1973年5月10日 - ）は、日本の女優、脚本家。東京都豊島区出身。日本シナリオ作家協会理事。2009年 - 2021年桜美林大学芸術文化学群非常勤講師。2022年から日本映画大学非常勤講師。2023年『夜明けまでバス停で』で日本映画脚本賞受賞。

## 略歴
1990年映画『櫻の園』でデビュー。上級生役を演じ、以降俳優として活動。
2012年『ふがいない僕は空を見た』（タナダユキ監督作品）では、助産師みっちゃん役を演じる。
脚本家としては2007年にテレビアニメ『名探偵コナン』（消えた1ページ）でデビュー。その後TVドラマやアニメ『ゴルゴ13』を経て、2019年オリジナル脚本映画『WALKING MAN』(監督補も兼務)。WALKING MANをラッパーのANARCHYと漫画家の髙橋ツトムと制作。
2022年には高橋伴明監督作品映画『夜明けまでバス停で』のオリジナル脚本を手掛け、2023年「キネマ旬報ベスト・テン」にて日本映画脚本賞、「毎日映画コンクール」にて日本映画優秀賞、スタッフ部門の脚本賞にノミネート、「おおさかシネマフェスティバル」にて日本映画脚本賞を受賞、協同組合日本シナリオ作家協会「'22年鑑代表シナリオ集」選出。
2023年公開映画『かかってこいよ世界』のプロデューサーに就任。
2025年6月に出版した自伝『爆弾犯の娘』（ブックマン社）において、1971年（昭和46年）に起きた新宿クリスマスツリー爆弾事件の実行犯の一人、梶原譲二（元俳優）が父親であることを明らかにした。前述の『夜明けまでバス停で』の登場人物バクダンのモデルは父であるとのこと。舞台俳優だった梶原譲二は指名手配され、1985年12月、自ら警察に出頭して逮捕されるまで、事件から14年間、家族3人で逃亡生活を続けていた。

## 受賞歴
- 2023年
  - 2月1日 - 第96回キネマ旬報ベスト・テン・日本映画脚本賞（夜明けまでバス停で）＊個人賞
  - 2月14日 - 第77回毎日映画コンクール・日本映画優秀賞（夜明けまでバス停で）＊作品賞
  - 3月5日 - おおさかシネマフェスティバル2023・日本映画脚本賞（夜明けまでバス停で）＊個人賞

## 出演

### テレビドラマ
- 水曜グランドロマン「弟よ」（1990年、日本テレビ）[22]
- ユーミンドラマブックス・ルージュの伝言「月夜のロケット花火」（1991年、TBS）[23]
- 火曜サスペンス劇場「山岳ミステリー 白馬岳・殺意の峰」（1991年10月8日、日本テレビ） - 池田那保子 役
- 大人は判ってくれない・素晴らしき日曜日（1992年、cx）[24]
- 本当にあった怖い話・カーブに立つ少女[25]（1992年、テレビ朝日）
- はだかの刑事 第23話（1993年、日本テレビ）[26]
- お茶の間（1993年、ytv）
- ネオドラマ「Lesson C（1993年、ANB）
- 誘惑の夏（1993年、東海テレビ） - レギュラー
- 禁じられた遊び（1995年、TBS） - 準レギュラー[27]
- 黄昏の甘い恋歌（1995年、NHK）
- ハートにS（1995年、cx）
- 春さん夢配達人（1996年、KTV）
- ハンサムマン（1996年、ANB）
- 冬の蛍（1997年、NHK）
- Dの遺伝子（1997年、cx）
- ふぞろいの林檎たちIV（1997年、TBS） - 準レギュラー
- 弁護士高見沢響子（1998年、TBS）
- なっちゃん家（1998年、テレビ朝日）
- 素顔のときめきを（2000年、NHK）
- はなまるマーケット殺人事件（2000年、TBS）
- ズッコケ三人組VS双子探偵〜光の世界へ翔べ〜（2001年、NHK教育） - リポーター 役[28]
- 相棒 season2 第6話（2003年、テレビ朝日）
- スカイハイ2（2004年、テレビ朝日）
- 温泉へ行こう5（2004年、TBS）
- ルームシェアの女（2005年、NHK）
- 検事・朝日奈耀子（2005年、テレビ朝日）
- ドラマW 孤独の歌声（2007年、wowow）
- 新・警視庁捜査一課9係 第4話（2010年、ANB）[29]
- 深夜食堂 第18話（2011年、TBS、MBS）
- ドラマW 人質の朗読会（2013年、wowow）
- 怪奇大作戦 ミステリー・ファイル 第3話（2013年、NHK BSプレミアム）
- スリル!〜赤の章・黒の章〜 赤の章〜 第3回（2017年、NHK）[30]

### 映画
- 櫻の園（1990年） - 久保田麻紀 役
- パンツの穴3（1990年）
- バカヤロー!3 へんな奴ら（1990年）
- シーズン・オフ（1991年）
- 青春デンデケデケデケ（1992年） - 羽島加津子 役
- 夜逃げや本舗2（1993年）
- コキーユ（1998年）
- 洗濯機は俺にまかせろ（1998年）[31]
- M/OTHER（1998年）
- 富江（1999年） - ウェイトレス 役
- 三文役者（2000年）
- カラフル（2000年） - 看護士 役
- 練鑑ブラザーズ・ゲッタマネー（2001年）
- 理髪店主のかなしみ（2002年）
- 星に願いを。（2003年） - 宮崎看護士 役
- でらしね（2003年）
- アイデン＆ティティ（2003年）
- のんきな姉さん（2004年） - 主演・藤田安寿子 役
- 苺の破片 イチゴノカケラ（2005年） - 主演・浅井知子 役
- キャッチボール屋（2006年）
- OLDK（2006年）
- 富江VS富江（2007年）
- 花になる（2009年）
- 神様のカルテ（2011年） - 看護師 役
- ふがいない僕は空を見た（2012年） - 助産師みっちゃん（長田光代）役
- 海を感じる時（2014年）
- お盆の弟（2015年7月25日、大崎章監督） - 墓参りに来た母親 役[32]

## 脚本
- 苺の破片 イチゴノカケラ（2004年） - MiCA名義
- 名探偵コナン 第461話（2007年）
- ゴルゴ13 第5話、第24話、第39話（2008年）
- わたしが子どもだったころ（2008年、NHK）
- 山村美紗サスペンス 不倫調査員・片山由美⑭　京都・花の殺人乱舞（2014年、テレビ東京 水曜ミステリー９）
- ソタイ 組織犯罪対策課（2014年、テレビ東京 水曜ミステリー９）
- ソタイ２ 組織犯罪対策課（2016年、テレビ東京 水曜ミステリー９）
- 民衆の敵〜世の中、おかしくないですか!?〜 第9話/脚本   第7話第8話第10話/脚本協力（2017年12月4日-12月25日、フジテレビ）
- WALKING MAN （2019年、脚本/監督補）[33]
- 夜明けまでバス停で（2022年、高橋伴明監督）[34]
- 空のない世界から（2022年、小澤和義監督）[35]
- 「桐島です」（2025年7月4日公開、高橋伴明監督）＊大阪アジアン映画祭クロージング作品[36][37]
- また逢いましょう（2025年7月18日公開、西田宣善監督）＊大阪アジアン映画祭インディーフォーラム部門[38][39]

## プロデュース
- かかってこいよ世界（2023年、内田佑季監督）[40]＊プロデューサーとして参加

## 著作
シナリオ
- '22年鑑代表シナリオ集（日本シナリオ作家協会, 2023年）「夜明けまでバス停で」収録 ISBN 4907881134

エッセイ
- 爆弾犯の娘（ブックマン社, 2025年） ISBN 9784893089847

## WEB
- Yahoo!ニュース斉藤博昭映画フルチャージ[41][42]＊「夜明けまでバス停で」についてのインタビュー記事（2022年9月24日、10月9日）